# Necon Air
Necon Air Ltd. war eine nepalesische Fluggesellschaft mit Sitz in Kathmandu. Das Unternehmen wurde 1992 als zunächst nur national tätige Fluggesellschaft gegründet. Ab 1998 führte die Gesellschaft auch internationale Linienflüge durch. Das Unternehmen arbeitete ab 2001 im Rahmen einer operativen Kooperation mit Shangri-La Air zusammen. Der Betrieb wurde im Jahr 2003 eingestellt. Necon Air bediente von Kathmandu ausgehende Linienverbindungen nach Bhairahawa, Pokhara, Patna, Kolkata und Varanasi. 

## Flotte
Im Frühjahr 2003 bestand die Flotte des Unternehmens aus zwei Beechcraft 1900C-1 und zwei ATR 42-300.

## Zwischenfälle
Necon Air verzeichnete in ihrer Geschichte zwei Zwischenfälle mit Todesopfern und einen Zwischenfall, bei dem das Flugzeug abgeschrieben werden musste:
- Am 6. November 1997 fiel bei einer Hawker Siddeley HS 748-106 1A der Necon Air (Luftfahrzeugkennzeichen 9N-ACM) bei der Landung auf dem Flughafen Pokhara (Nepal) das Hydrauliksystem aus. Das Flugzeug geriet von der Landebahn ab. Es gelang dem Kapitän, nach 100 Metern die Maschine zurück auf die Bahn zu steuern, jedoch kam sie erneut davon ab und kollidierte mit einer geparkten Hawker Siddeley HS 748 der Nepal Airways (9N-ACW). Diese wurde an der rechten Rumpfseite und dem Bug schwer beschädigt. Alle 48 Insassen der 9N-ACM, vier Besatzungsmitglieder und 44 Passagiere, überlebten den Unfall. Beide Flugzeuge wurden irreparabel beschädigt und mussten abgeschrieben werden.[3][4]

- Am 18. Januar 1999 verunglückte eine Cessna 208A Caravan I (9N-ADA) unterwegs nach Nepalganj. Nach dem Start vom Flughafen Jumla kam es in rund 140 Metern Höhe zu einem Strömungsabriss, da die Piloten entgegen der Checkliste mit voll ausgefahrenen Landeklappen starteten. Die Cessna stürzte ab und fing Feuer, welches der Flughafentower nicht löschen konnte, weil dessen einziger Feuerlöscher noch original verpackt war. Von den 12 Insassen starben 4 Passagiere und einer der beiden Piloten (siehe auch Flugunfall einer Cessna 208 der Necon Air).[5]

- Am 5. September 1999 wurde eine Hawker Siddeley HS 748-501 2B der Necon Air (9N-AEG) unterwegs von Pokhara zum Flughafen Kathmandu etwa 15 Kilometer westlich davon gegen einen Funkturm geflogen. Das Flugzeug stürzte in einen Wald. Bei diesem CFIT (Controlled flight into terrain) wurden alle 15 Insassen getötet, fünf Crewmitglieder und 10 Passagiere.[6]